# Стефан Главиницки
Стефан Главиницки е висш православен духовник, титулярен главиницки епископ на Българската православна църква.

## Биография
Роден е на 29 ноември 1904 година в село Желява, Новоселско, със светското име Стоян Николов Йовков. Първоначално образование получава в родното си село, а прогимназиално в Новоселци. В 1921 година постъпва в Софийската духовна семинария, която завършва през 1927 година. През учебната 1927/1928 година работи като учител в село Йорданкино, Новоселско.
От септември 1928 година е студент в Богословския факултет на Софийския университет „Свети Климент Охридски“, който завършва през 1932 година. Като студент на 31 октомври 1928 година, в храма на Софийската духовна семинария „Свети Йоан Рилски“ е замонашен под името Стефан, а на 1 ноември същата година е ръкоположен в йеродяконски чин.
След като завършва Богословския факултет, на 1 септември 1932 година е назначен за епархийски проповедник и инспектор на православните християнски братства във Врачанската епархия.
На 9 април 1933 година е ръкоположен за йеромонах.
В началото на 1934 година е изпратен за осем месеца на богословска и езикова специализация в Германия.
Завръща се в България и от края на 1934 година до края на 1936 година служи като секретар на Врачанската митрополия. На 1 януари 1937 година е назначен за протосингел на Търновската митрополия. От 1 януари 1939 година е протосингел на Софийската митрополия. На 9 януари 1939 година, по решение на Светия синод, е възведен в архимандритско достойнство от митрополит Софроний Търновски. Архимандрит Стефан се изказва рязко срещу комунизма. Във вестник „Търновски епархийски вести“ той пише: „Сталин потиска светата руска земя много по-жестоко, отколкото Иван Грозни и татарските ханове“.
След освобождението на Вардардарска Македония, на 15 май 1941 година архимандрит Стефан е назначен за протосингел на Скопско-Велешката епархия със седалище в град Скопие. Този пост заема до края на 1943 година. В 1943 година заедно с архимандрит Йосиф Диков и архимандрит Николай Кожухаров участва в комисиите за клането в Катин и Виница през 1943 година.
На 1 януари 1944 година е назначен за главен редактор на „Църковен вестник“.
След Деветосептемврийския преврат в 1944 година е привлечен като обвиняем от така наречения Народен съд заради участието си в комисията за Виница и Катин. Осъден е на три години строг тъмничен затвор, глоба 100 000 лева и лишаване от права за пет години. Движимото и недвижимото му имущество се отнема в полза на държавата. Присъдата е окончателна и не подлежи на обжалване.
От 1 януари 1950 година е назначен за протосингел на Неврокопската митрополия, а от 1 януари 1954 година отново е главен редактор на „Църковен вестник“.
От 15 декември 1960 година до 15 септември 1964 година архимандрит Стефан е предстоятел на Българското църковно подворие „Успение Богородично“ при Московската патриаршия.
След завръщането си в България, на 16 септември 1964 година е назначен за главен секретар на Светия синод, пост, който заема до смъртта си.
На 4 април 1965 година в патриаршеската катедрала „Свети Александър Невски“ в София е ръкоположен в епископски сан с титлата „главиницки“.
Умира на 19 август 1970 година в Калоферския девически манастир „Въведение Богородично“.. Погребан е в София.